# Philomecyna camerunica
Philomecyna camerunica là một loài bọ cánh cứng trong họ Cerambycidae.